# Berenguer de Castellet
Berenguer de Castellet (Tarragona, (?) segle xii - Tarragona, 1202) va ser un sacerdot catòlic i canonge de la Seu de Tarragona.
S'ha volgut suposar que aquest canonge era fill del primer castlà de la vila de Reus, Bertran de Castellet, però el més segur és que en va ser un nebot. El 1173 era canonge a la catedral de Tarragona, i va signar com a testimoni en una donació feta per l'arquebisbe i legat apostòlic Guillem de Torroja al monestir de Santes Creus confirmant l'ampliació i donació que els van fer en temps passats l'arquebisbe Bernat Tort i el comte Ramon Berenguer IV. En una concòrdia entre l'arquebisbe Berenguer de Vilademuls i el monestir de Poblet l'any 1181, el trobem actuant de delegat i de testimoni.
Pel juny (o potser l'agost) de 1193 Berenguer de Castellet va ser elegit Cambrer de la vila de Reus, cosa que li reportava un terç del domini sobre Reus i a més l'alta i baixa jurisdicció i el mer i mixt imperi, i la totalitat del seu terme parroquial. Va accedir a la Cambreria quan Joan de Sant Boi, l'anterior Cambrer, va ser nomenat Paborde de la Seu de Tarragona. Com a Cambrer tenia dret a viure al Castell de la vila, cosa que Berenguer de Castellet va fer.
El mateix 1193, l'arquebisbe Berenguer de Vilademuls va fer unes noves constitucions relacionades amb el repartiment de les rendes, segons sembla, per les dificultats econòmiques que tenia la Mitra "perquè la Iglesia gastava molt en defensar la ciutat dels Moros de Mallorca". Va disposar que tota aquells béns que els canonges poguessin donar a l'església en ingressar a la canongia, havien de ser íntegrament pel capítol, és a dir sense que l'arquebisbe en tingués part. Però si algun capellà moria intestat, dos terços dels seus béns passaven a l'arquebisbe i les col·lacions de les rectories de la diòcesi havien d'anar a la Mitra. Va requisar alguns dels impostos que corresponien als canonges, com en el cas de les esglésies de Sant Fructuós de Tarragona, de la Selva del Camp, de Reus, de Prenafeta, de Vilanova d'Escornalbou, d'El Catllar i d'altres llocs que no s'especifiquen, cosa que va crear un cer malestar. Però el 1194, Guillem Ramon de Montcada va assassinar el bisbe Berenguer de Vilademuls, pel que sembla per un conflicte de fidelitats, ja que l'arquebisbe defensava el rei i Guillem Ramon els interessos de la família Cabrera-Castellbò. Aquesta mort va trasbalsar tota la regió. L'arquebisbe que va venir a continuació, Ramon Xedmar de Castellterçol, a més de fer detenir a Guillem Ramon de Montcada i de fer-lo assotar públicament a Tarragona, va retornar els delmes als canonges.
Tornem a trobar Berenguer de Castellet el 1201, quan donà sentència, juntament amb altres canonges al plet entre Berenguer de Cambrils i els senyors d'Alforja, sobre la potestat del castell d'Alforja. Berenguer de Cambrils tenia drets sobre Alforja per parentiu amb Bernat dels Arcs, casat amb Romeva, filla de Ramon de Ganagot, senyor feudal de la vila. La sentència li donava la quarta part de totes les rendes que es cobraven a la vila, (abans en tenia la tercera part), i es reconeixia l'obligació dels homes d'Alforja a ajudar en les obres del castell de Cambrils. El plet entre Alforja i Cambrils va durar encara uns anys.
Berenguer de Castellet va morir el 28 de desembre de 1202, segons diu la lauda sepulcral trobada referida a ell. El va succeir a la Cambreria de Reus Ramon de Sant Llorenç.